# Falsomordellistena formosana
Falsomordellistena formosana is een keversoort uit de familie spartelkevers (Mordellidae). De wetenschappelijke naam van de soort is voor het eerst geldig gepubliceerd in 1911 door Píc.